# Stan Marsh
Stan Marsh es un personaje de la serie de televisión South Park. Está inspirado en el 
cocreador de la serie, Trey Parker, quien además se encargó de darle la voz. Stan es el protagonista de la serie y uno de los personajes principales junto con sus amigos Kyle Broflovski, Kenny McCormick y Eric Cartman. Debutó en la televisión cuando South Park se emitió por primera vez el 13 de agosto de 1997, después de haber aparecido por primera vez en la serie de cortos The Spirit of Christmas creada por Trey Parker y Matt Stone, en 1992 (Jesús vs. Frosty) y 1995 (Jesús vs. Santa).
Stan es un estudiante de cuarto grado que comúnmente tiene excéntricas experiencias no muy típicas de la vida tradicional de un pequeño pueblo en su ciudad natal ficticia de South Park, Colorado. Stan es generalmente representado como amable, eficiente, servicial y relajado. A menudo comparte con su amigo Kyle un papel de liderazgo como protagonista del show. Stan no tiene reservas al expresar su distinta falta de estima por los adultos y sus influencias, ya que los residentes adultos de South Park rara vez hacen uso de sus facultades críticas.
Al igual que los otros personajes de South Park, Stan es animado por computadora para emular el método original del programa de animación de recorte. También aparece en la película South Park: Bigger, Longer & Uncut (1999), así como en los medios y mercancías relacionados con South Park. Mientras que Parker y Stone describen a Stan un chico normal con tendencias infantiles comunes, su diálogo a menudo tiene la intención de reflejar posturas y puntos de vista sobre temas más orientados a adultos y ha sido citado frecuentemente en numerosas publicaciones por expertos en los campos de política, religión, cultura popular y filosofía.

## Papel
Stan vive en South Park con su familia, compuesta por su padre Randy, un geólogo, y su madre Sharon, una secretaria en una rinoplastia clínica, su hermana mayor Shelly de 12 años, que lo intimida y golpea regularmente, y su abuelo Marvin en una silla de ruedas, y le llama a Stan como Billy y ha tratado de influir en Stan para cometer una muerte misericordiosa sobre él. Él asiste a la clase de cuarto grado de primaria del Sr. Garrison. Durante los primeros 58 episodios de la serie (1997 antes del episodio de la cuarta temporada "4.º Grado" en el 2000), Stan y los otros personajes principales estaban en el tercer grado de primaria. Stan es con frecuencia avergonzado y/o molestado por las travesuras de su padre y los frecuentes actos de ebriedad en público. Stan tiene una relación como el sobrino de su tío Jimbo recibiendo una atención moderada en las primeras dos temporadas de la serie.
Entre los personajes principales de la serie, Kyle se define como el único judío que existe en South Park (Colorado), Eric Cartman es reconocido por su obesidad y por ser el niño malcriado de South Park, y Kenny se caracteriza por ser pobre y sus muertes, Cartman se burla de Kenny, por ser tan pobre, ya que este es antisemita, y Stan es retratado como: normal, promedio y niño tranquilo.
Stan es el modelo de Parker, mientras que Kyle sigue el modelo de Stone. Stan y Kyle son los mejores amigos, y su relación, que tiene por objeto reflejar la amistad en la vida real entre Parker y Stone, es un tema común en toda la serie. Los dos tienen sus desacuerdos, pero siempre se reconcilian sin ningún daño a largo plazo para su amistad. Como es el caso con sus otros amigos y compañeros de clase, Stan está frecuentemente en desacuerdo con Cartman, resintiendo el comportamiento de Cartman y abiertamente burlándose de su peso. Un gag recurrente es el diálogo mantenido entre los dos, en el que Stan llama hirientemente a Cartman "¡Hey, Gordo!", recibiendo la irritada y dolida respuesta de Cartman "¡No me digas gordo!", demostrándose a Stan como el único capaz de herir sentimentalmente a Cartman. Stan también comparte una estrecha amistad con Kenny, mientras que Kenny confiesa que Stan es uno de "los mejores amigos de un hombre podría tener". Stan puede entender la voz apagada de Kenny a la perfección, y por lo general, exclama el lema "¡Oh Dios mio, han matado a Kenny!", a raíz de una de las muertes de Kenny, que permite a Kyle seguir con "¡Hijos de Puta!". Stan es el único personaje en el grupo que tuvo una novia estable, Wendy Testaburger, y su relación fue un tema recurrente en las temporadas anteriores de la serie. A pesar de la conciliación y la declaración que volvieron de nuevo en el episodio de la temporada de 11 (2007) "La Lista".